# 半截塔镇
半截塔镇，是中华人民共和国河北省承德市围场满族蒙古族自治县下辖的一个镇。

## 行政区划
半截塔镇下辖以下地区：
半截塔村、杨树林村、张家营村、布都沟村、榆林子村、托果奈村、北沟村、冯家店村、西顺景村、什八克村和要路沟村。